# Sleutelstad (bijnaam)

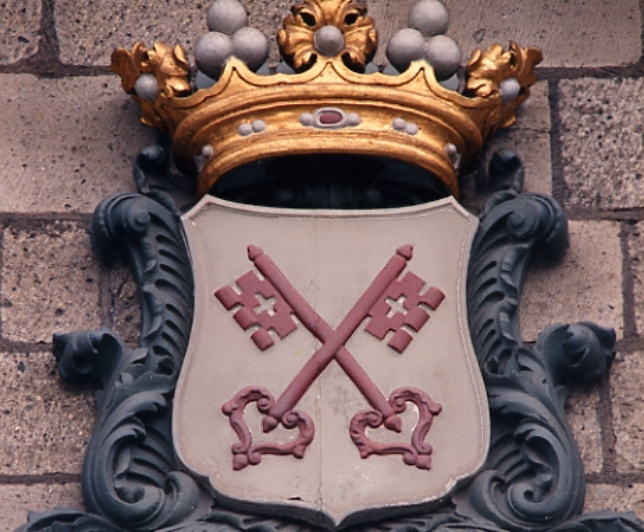
De sleutels van Sint Pieter boven de ingang van de Pieterskerk

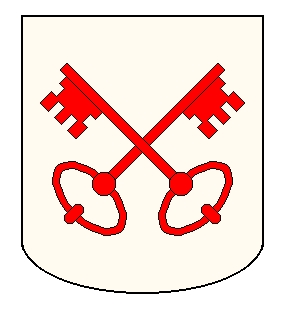
Het wapen van Leiden

Sleutelstad is de bijnaam van de Zuid-Hollandse stad Leiden.
De bijnaam is te herleiden tot Sint-Pieter (Petrus), de schutspatroon van de hoofdkerk van de stad, de Pieterskerk, en daarmee ook beschermheilige van de stad. Tegen Petrus wordt in het Evangelie volgens Matteüs gezegd: "Ik zal u de sleutels geven van het Koninkrijk der hemelen(..)". Hierdoor zijn zijn attributen twee sleutels, die op het stadswapen en de vlag van Leiden gekruisd staan afgebeeld.
Diverse zaken in de stad verwijzen naar sleutels en de bijnaam, zoals de naam van het koor De Leidse Sleuteltjes, de voormalige meelfabriek De Sleutels, de lokale omroep voor Leiden en een lokale politieke partij.